# Homoneura russelli
Homoneura russelli är en tvåvingeart som beskrevs av Malloch 1940. Homoneura russelli ingår i släktet Homoneura och familjen lövflugor. Inga underarter finns listade i Catalogue of Life.